# Monte Paschi Strade Bianche 2011
La Monte Paschi Strade Bianche 2011 fou la cinquena edició de la Monte Paschi Strade Bianche. La cursa es disputà el 5 de març de 2011 sobre un recorregut de 190, seguint carreteres, però també les anomenades strade bianche, pistes forestals. El vencedor fou el belga Philippe Gilbert.

## Equips participants
Catorze són els equips participants en aquesta cursa, compostos per vuit corredors cadascuna. D'aquests, set eren equips amb llicència "UCI Pro Tour", sis "equips professionals continentals" i un "equip Continental".
| Núm.  | Codi | Equip                     |
| ----- | ---- | ------------------------- |
| 1-8   | ASA  | Acqua & Sapone            |
| 11-18 | AND  | Androni Giocattoli        |
| 21-28 | BMC  | BMC Racing Team           |
| 31-38 | COG  | Colnago-CSF Inox          |
| 41-48 | DER  | De Rosa-Ceramica Flaminia |
| 51-58 | FAR  | Farnese Vini-Neri Sottoli |
| 61-68 | GEO  | Geox-TMC                  |

| Núm     | Codi | Equip                      |
| ------- | ---- | -------------------------- |
| 71-78   | THR  | HTC-Highroad               |
| 81-88   | LAM  | Lampre-ISD                 |
| 91-98   | LIQ  | Liquigas-Cannondale        |
| 101-108 | OLO  | Omega Pharma-Lotto         |
| 111-118 | GRM  | Garmin-Cervélo             |
| 121-127 | LEO  | Team Leopard-Trek          |
| 131-138 | TT1  | Team Type 1-Sanofi Aventis |

## Recorregut
La cursa surt de Gaiole in Chianti i arriba a Siena, a la Piazza del Campo, per totalitzar 190 km. En el recorregut se superen vuit trams de strade bianche, que suposen 57,2 km:
- Sector 1 Radi: del km 35 al 48,5 de km 13,5
- Sector 2: del km 53,9 al 59,4 de km 5,5
- Sector 3 Lucignano d'Asso: del km 82,3 al 94,2 de km 11,9
- Sector 4 Pieve a Salti: del km 95,2 al 103,2 de km 8,0
- Sector 5 Monte Sante Marie: del km 132,4 al 143,9 de km 11,5
- Sector 6 Montechiaro: del km 163,7 al 167 de km 3,3
- Sector 7 Colle Pinzuto: del km 170,4 al 172,8 de km 2,4
- Sector 8 Le Tolfe: del km 176,7 al 177,8 de km 1,1

## Classificació final
| Pos. | Ciclista          | Equip                      | Temps      |
| ---- | ----------------- | -------------------------- | ---------- |
| 1.   | Philippe Gilbert  | Omega Pharma-Lotto         | 4h 44' 26" |
| 2.   | Alessandro Ballan | BMC Racing Team            | m. t.      |
| 3.   | Damiano Cunego    | Lampre-ISD                 | m. t.      |
| 4.   | Jure Kocjan       | Team Type 1-Sanofi Aventis | m. t.      |
| 5.   | Fabian Cancellara | Team Leopard-Trek          | m. t.      |
| 6.   | Ángel Vicioso     | Androni Giocattoli         | m. t.      |
| 7.   | Oscar Gatto       | Farnese Vini-Neri Sottoli  | m. t.      |
| 8.   | Giovanni Visconti | Farnese Vini-Neri Sottoli  | m. t.      |
| 9.   | Greg Van Avermaet | BMC Racing Team            | m. t.      |
| 10.  | Fabian Wegmann    | Team Leopard-Trek          | m. t.      |